# Zhang Xi
Zhang Xi (chinesisch 张希; * 19. April 1985 in Nantong, Volksrepublik China) ist eine chinesische Beachvolleyballspielerin. Sie nahm zweimal an Olympischen Spielen teil und gewann dabei 2008 die Bronzemedaille. 2013 wurde sie Weltmeisterin.

## Karriere
Ihre Sportkarriere startete Zhang Xi 1996 beim Tong Zhong Frauenvolleyballteam. Mit Zhang Yi spielte sie 2001 ein internationales Beachvolleyball-Jugendturnier. Mit Wang Yepan startete Zhang Xi zum ersten Mal bei der FIVB World Tour 2002 auf Rhodos. Ebenfalls nur eine Veranstaltung bestritt sie 2003 mit Hu Xiaoyan. In den beiden folgenden Jahren spielte sie zwei Turniere mit Tian Jia, sieben Turniere mit Ji Linjun und zehn Wettbewerbe mit Hu Xiaoyan. Mit Ji 2004 und mit Hu 2005 erreichte sie jeweils einen neunten Platz als beste Platzierung.
2006 trat die Sportlerin aus Nantong zum ersten Mal mit Xue Chen an. Schon ihr zweites gemeinsames Turnier der Weltserie in Shanghai konnten die beiden Athletinnen aus dem Reich der Mitte gewinnen. Nachdem sie auch in Sankt Petersburg und Warschau ins Finale gekommen waren, gelang ihnen auf Phuket beim letzten Event des Jahres ein weiterer Sieg. Im nächsten Jahr erreichten Xue und Zhang bei neun von sechzehn Veranstaltungen das Halbfinale, wurden dabei Zweite in Montreal, Kristiansand und Hongkong (Challenger- und Satellite-Turnier) und erhielten die Bronzemedaille auf Sentosa sowie in Warschau und Åland. Bei der Weltmeisterschaft in Gstaad verloren sie sowohl das Halbfinale gegen die späteren Weltmeisterinnen Walsh/May-Treanor als auch das Spiel um den dritten Platz gegen die Brasilianerinnen Larissa/Juliana und wurden Vierte.
2008 gewannen die Chinesinnen in Seoul und Moskau und belegten den dritten Platz in Ōsaka und Gstaad. Ihren größten Erfolg erreichten sie jedoch bei den Olympischen Spielen in der Hauptstadt ihres Heimatlandes. In Peking verloren Xue Chen und Zhang Xi das Halbfinale gegen ihre Landsfrauen Tian und Wang Jie, gewannen anschließend jedoch das Spiel um den dritten Platz und die Bronzemedaille gegen die Brasilianerinnen Talita und Renata. Mit ihrer neuen Partnerin Huang Ying erreichte Zhang bei ihrem ersten gemeinsamen Turnier in Sanya das Finale, im Anschluss daran wurde sie als Most Outstanding des Jahres 2008 ausgezeichnet. Bei den Wettbewerben 2009 wurden Zhang und Huang jeweils Neunte in Shanghai, Stavanger, Moskau und auf Phuket.

### 2010
Xue Chen und Zhang Xi, die inzwischen wieder Partnerinnen geworden waren, starteten mit einem siebten Platz in Brasília in die World Tour 2010, anschließend wurden sie in Shanghai und Rom Fünfte, in Seoul belegten sie den neunten Platz. Ihren ersten Sieg des Jahres erreichten sie beim Grand Slam in Moskau. Nach dem fünften Platz in Stavanger, der Bronzemedaille in Gstaad sowie dem siebten Rang in Marseille und dem neunten Platz in Klagenfurt erreichten die Chinesinnen fünf Mal in Folge das Finale. Dabei konnten sie die Turniere in Åland und in Sanya gewinnen, in Stare Jabłonki, Kristiansand und Den Haag wurden sie Zweite. Zum Abschluss des Jahres belegten die Asiatinnen in Phuket den neunten Platz. In allen fünfzehn Wettbewerben des Jahres erreichten Xue Chen und Xi Zhang Top-Ten-Platzierungen.

### 2011
Wie im Vorjahr starteten die beiden Asiatinnen auch auf der World Tour 2011 mit einem siebten Platz in der brasilianischen Hauptstadt, den sie beim dritten Turnier des Jahres in Shanghai wiederholten. Weitere Platzierungen unter den acht besten Teams gelangen den Chinesinnen in der Peking, wo sie den fünften Platz belegten, sowie in Stare Jabłonki und Den Haag. Dort wurden sie jeweils Vierte. Medaillen gewannen die Sportlerinnen aus dem Fernen Osten bei der Weltmeisterschaft in Rom und beim Grand Slam in Moskau als Dritte sowie bei den Sanya Open und den Grand Slams in Gstaad und Klagenfurt. Bei diesen Turnieren verloren Xue Chen und Zhang Xi das Finale. Gewinnen konnten sie dagegen sowohl die Åland als auch die Thailand Open. Wie schon im Vorjahr erreichten die beiden Chinesinnen auch 2011 bei allen Veranstaltungen eine Platzierung unter den besten zehn Teams. Im Dezember siegten Xue Chen und Zhang Xi bei den Asienmeisterschaften in Haikou.

### 2012
Beim ersten Open-Turnier 2012 in Brasília feierten Xue Chen und Zhang Xi ihren nächsten Erfolg. Außerdem gewannen sie die Grand Slams in Shanghai und Moskau. In Berlin unterlagen sie erst im Finale. Bei den anderen Grand Slams kamen sie ebenfalls in die Top Ten. Außerdem qualifizierten sie sich für die Olympischen Spiele in London. Dort erreichten sie als Gruppenzweite der Vorrunde das Achtelfinale und kamen mit zwei weiteren Siegen ins Halbfinale. Dieses Spiel verloren sie gegen Walsh/May-Treanor ebenso wie anschließend das Duell um Bronze gegen Larissa/Juliana. Anschließend verteidigten sie erfolgreich ihren Titel bei der Asien-Meisterschaft.

### 2013
2013 gewannen die Chinesinnen das erste Open-Turnier der Saison in Fuzhou und wurden Fünfte des Grand Slams in Shanghai. Bei der WM in Stare Jabłonki mussten sie sich in ihrer Vorrunden-Gruppe mit dem dritten Platz begnügen. Anschließend gaben sie jedoch viermal in Folge keinen Satz ab und erreichten das Finale. Durch einen 2:1-Sieg gegen die Deutschen Borger/Büthe wurden sie als erste Asiaten Weltmeister und beendeten damit die Erfolgsserie der brasilianischen und US-amerikanischen Teams. Nach einem weiteren Sieg beim Grand Slam in Gstaad beendete Zhang Xi ihre Karriere.